# The Bad Popes
The Bad Popes is een boek uit 1969, van ER Chamberlin dat de levens van acht van de meest controversiële  pausen beschrijft (de pauselijke jaren staan tussen haakjes):
- Paus Stefanus VI (896–897), die zijn voorganger paus Formosus  liet opgraven, berechten, de vingers ontdeed, kort herbegraven en in de Tiber gooide.[1] :19

- Paus Johannes XII (955–964), die land aan een minnares schonk, verschillende mensen vermoordde en werd vermoord door een man die hem met zijn vrouw in bed betrapte.

- Paus Benedictus IX (1032–1044, 1045, 1047–1048), die het pausdom "verkocht".

- Paus Bonifatius VIII (1294–1303), die wordt gehekeld in  Dante's  Goddelijke Komedie.

- Paus Urbanus VI (1378–1389), die klaagde dat hij niet genoeg geschreeuw hoorde, toen kardinalen die tegen hem hadden samengespannen, werden gemarteld.[1] :153

- Paus Alexander VI (1492–1503), een lid van de familie  Borgia, die zich schuldig maakte aan  vriendjespolitiek en wiens onbeheerde lijk opzwol tot het nauwelijks in een kist paste.[1] :204

- Paus Leo X (1513–1521), een verkwistend lid van de Medici-familie die ooit éénzevende van de reserves van zijn voorgangers besteedde aan een enkele ceremonie.[1] :218

- Paus Clemens VII (1523–1534), ook een Medici, wiens machtspolitiek met Frankrijk, Spanje en Duitsland ertoe leidde dat  Rome werd geplunderd.